# Corpaputo Centro
Corpaputo Centro (auch Corcaputo Centro) ist eine Ortschaft im Departamento La Paz auf dem Altiplano des südamerikanischen Anden-Hochgebirges in Bolivien.

## Lage im Nahraum
Corpaputo ist zentraler Ort des Kanton Villa Asuncion de Corpaputo im Municipio Achacachi in der Provinz Omasuyos. Die Ortschaft liegt auf einer Höhe von 4045 m am rechten, nördlichen Ufer des Río Chlar Jokha, der von der Laguna Jistina Khota kommend in westlicher Richtung in den Río Kjarkajahuira mündet, der durch Achacachi fließt und in den Golf von Achacachi mündet.

## Geographie
Das Klima im Raum Corpaputo leitet sich ab aus der Höhenlage auf dem Altiplano und der Nähe zur großen Wasserfläche des Titicacasees, der die Temperaturschwankungen abmildert.
Die Jahresdurchschnittstemperatur liegt bei 11 °C (siehe Klimadiagramm Achacachi), wobei der Monatsdurchschnitt im kältesten Monat (Juli) mit 8 °C nur wenig von den wärmsten Monaten (November bis März) mit 12 °C abweicht. Das Klima ist arid von Juni bis August mit nur sporadischen Niederschlägen und humid in den Sommermonaten, vor allem von Dezember bis März, mit Monatsniederschlägen von teilweise mehr als 100 mm. Der Jahresniederschlag liegt bei etwa 600 mm.

## Verkehrsnetz
Die Ortschaft liegt in einer Entfernung von 114 Straßenkilometern nordwestlich von La Paz, der Hauptstadt des Departamentos.
Von La Paz aus führt die asphaltierte Nationalstraße Ruta 2 in westlicher Richtung nach El Alto und weiter in nordwestlicher Richtung über Vilaque und Palcoco nach Batallas. Von hier führt die Ruta 2 weiter nach Copacabana am Titicacasee, bei Huarina zweigt die Ruta 16 nach Norden ab, die nach Achacachi führt und weiter entlang der peruanischen Grenze bis ins bolivianische Tiefland. Am Nordrand von Achacachi zweigt der Camino Achacachi-Chachacomani von der Ruta 16 nach Südosten ab und erreicht nach sechs Kilometern Avichaca. Die Straße erreicht im weiteren Verlauf nach zwölf Kilometern über Casamaya dann Carpaputo Centro.

## Bevölkerung
Die Einwohnerzahl der Ortschaft ist im vergangenen Jahrzehnt auf fast die Hälfte zurückgegangen:
| Jahr | Einwohner         | Quelle       |
| ---- | ----------------- | ------------ |
| 1992 | keine Detaildaten | Volkszählung |
| 2001 | 280               | Volkszählung |
| 2012 | 162               | Volkszählung |
| 2024 |                   | Volkszählung |